# Nematopogoninae
Sous-famille
Les Nematopogoninae sont une sous-famille d’insectes lépidoptères (papillons) de la famille des Adelidae.
En Europe, cette sous-famille ne comprend qu'un seul genre avec 9 espèces :
- Nematopogon Zeller, 1839
  - Nematopogon adansoniella (Villers, 1789)
  - Nematopogon magnus (Zeller, 1878)
  - Nematopogon metaxella (Hübner, 1813)
  - Nematopogon pilella (Denis & Schiffermüller, 1775)
  - Nematopogon prolai (Hartig, 1941)
  - Nematopogon robertella (Clerck, 1759)
  - Nematopogon schwarziellus Zeller, 1839
  - Nematopogon sericinellus Zeller, 1847
  - Nematopogon swammerdamella (Linnaeus, 1758)